# Hammerbrücke (Freiberg)

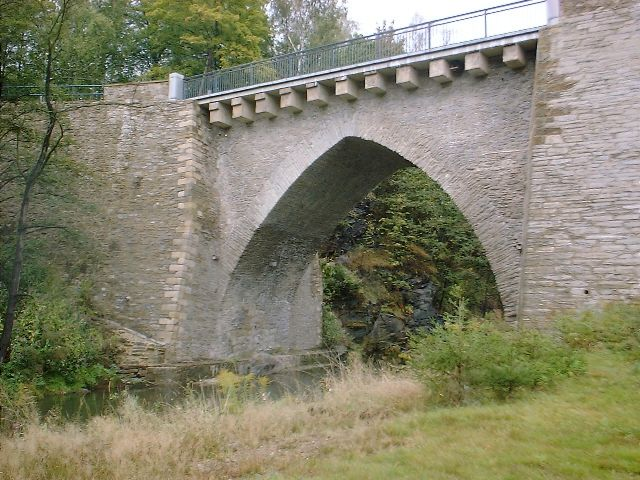
Die Hammerbrücke bei Freiberg

Die historische, als Kulturdenkmal ausgewiesene, nur noch zu Fuß und per Fahrrad zu passierende Hammerbrücke überspannt 2 km östlich des Stadtkerns von Freiberg die Freiberger Mulde. Sie wurde 1576 (andere Quellen geben 1559 an) als Straßenbrücke an der Straße Chemnitz-Freiberg-Dresden (Frankenstraße) als steinerne Spitzbogenbrücke erbaut. Die Brücke verfügt über eine lichte Höhe von 10 m, eine Breite von 7,30 m und eine Bogenspannweite von 13,80 m. Nach mehreren Instandsetzungen und wegen der geringen Straßenbreite entstand 1928 200 m weiter stromaufwärts eine neue Straßenbrücke als Nachfolgerbau, über die die heutige Bundesstraße 173 führt. Mitte der 1990er-Jahre fand abermals eine Restaurierung unter kulturhistorischen Aspekten statt.
Siehe auch: Liste der Brücken in Sachsen